# ريتشارد مايهيو (لاعب اتحاد الرغبي)
ريتشارد مايهيو (بالإنجليزية: Richard Mayhew)‏ هو لاعب اتحاد الرغبي نيوزيلندي، ولد في 24 يونيو 1985 في أوكلاند في نيوزيلندا.